# Башкирський державний художній музей імені М. В. Нестерова
Башкирський державний художній музей імені М. В. Нестерова (башк. М. В. Нестеров исемендәге Башҡорт дәүләт художество музейы) — художній музей в Уфі. 
Заснований 1919 року за ініціативою відомого російського художника Михайла Васильовича Нестерова, який народився в Уфі. Основу колекції музею склали 102 роботи російських майстрів живопису другої половини 19 століття, які Михайло Васильович 1913 року подарував місту.

## Колекції музею
Експозиційна площа музею становить 391 м², загальна кількість одиниць зберігання понад 12 000 — картини ранньої творчості М. В. Нестерова, колекції давньоруського мистецтва і російського живопису XIX — початку XX століть, представлено також сучасне образотворче мистецтво та декоративно-ужиткове мистецтво Башкирії, західноєвропейське і східне мистецтво.
У колекції росийского живопису — твори Іллі Рєпіна, Михайла Врубеля, Івана Айвазовського, Валентина Сєрова, Ісаака Левітана, Олексія Саврасова, Костянтина Коровіна, малюнки Бориса Кустодієва, Евгена Лансере, Філіпа Малявіна, скульптура Антокольського. 
Музей має унікальну колекцію творів М. В. Нестерова: 107 робіт (90 з них — живопис, 17 — графіка), а також цікаву колекцію творів Давида Бурлюка: 37 робіт (портрети, пейзажі, натюрморти, кубофутуристичні композиції).

## Філії
- м. Мелеуз (вул. Карла Маркса, 68)
- Нефтекамська картинна галерея «Мірас» (м. Нефтекамськ, вул. Будівельників, 89)
- Стерлитамакська картинна галерея (м. Стерлітамак, вул. Комуністична, 84)
- Виставковий зал «Іжад» (м. Уфа, вул. Космонавтів, 22)
- Картинна галерея в селі Воскресенське Мелеузівського району

## Галерея

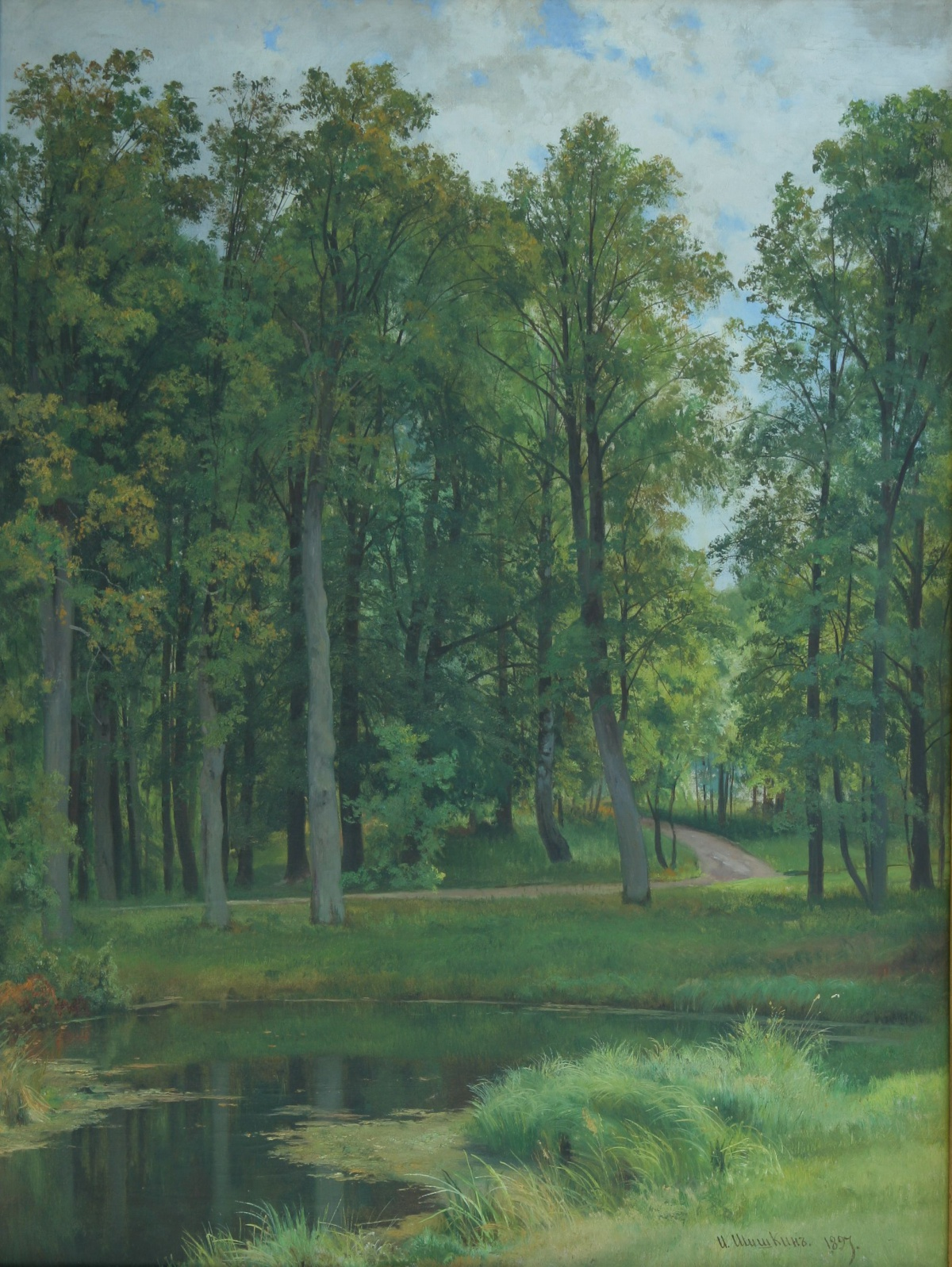
Іван Шишкін, «Лісна дорога», 1897
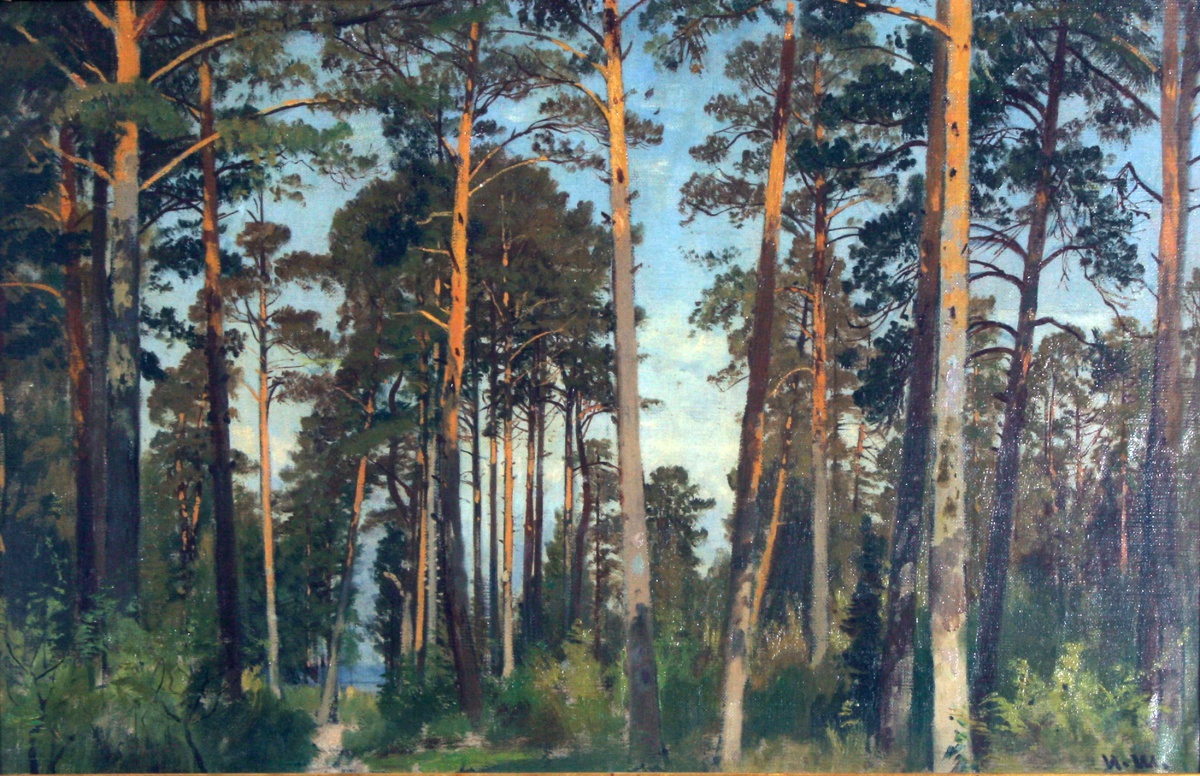
Іван Шишкін, «Сосни», 1890-ті
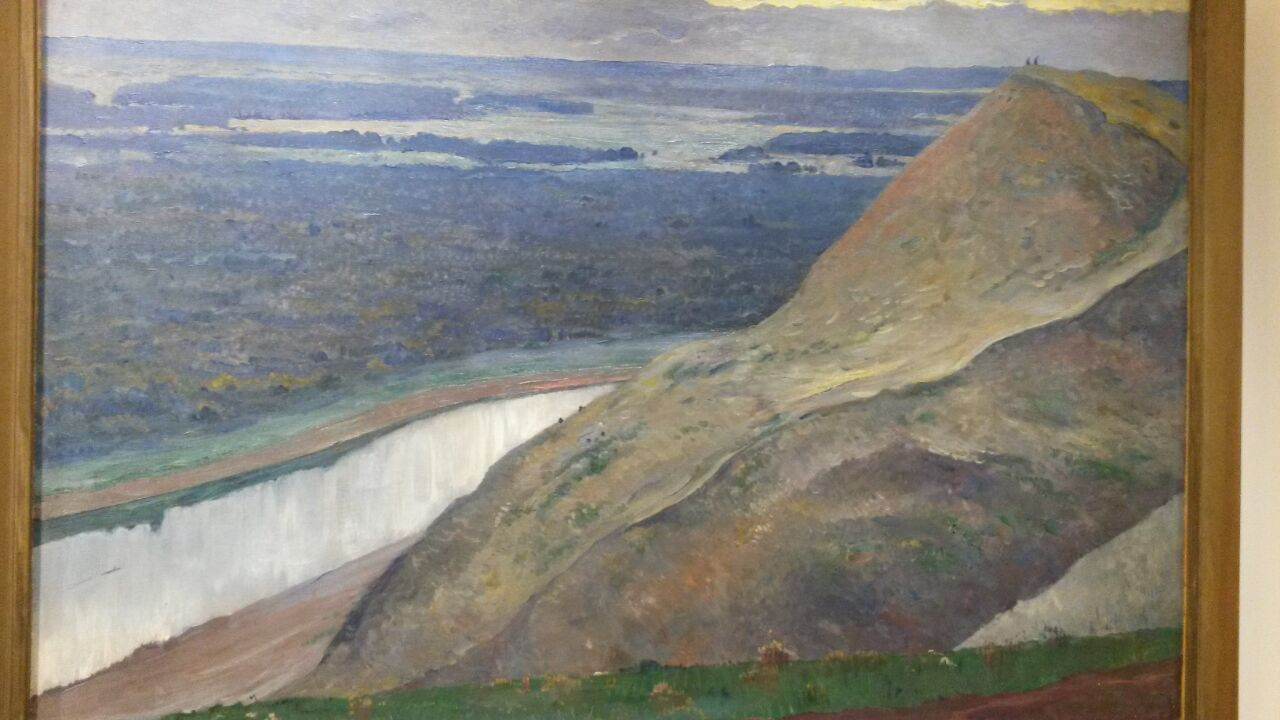
Михайло Нестеров, «Батьківщина Аксакова», 1914
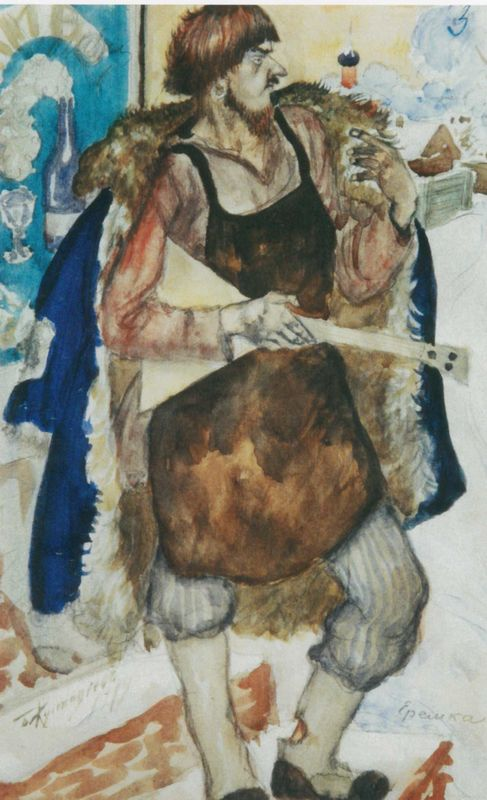
Борис Кустодієв, ескіз костюма Єрьомки до опери А.Н. Сєрова «Вража сила», 1919